# Teatro Govi
Il Teatro Govi, noto anche come Teatro Rina e Gilberto Govi o R&GG, è un teatro italiano con sede a Genova. È intitolato a Rina e Gilberto Govi, attori simbolo della tradizione teatrale ligure. Il foyer è intitolato a un altro celebre attore genovese, Alberto Lupo.
Con quasi quattrocento posti a sedere, è il secondo palcoscenico in Liguria per capienza.

## Storia
Nei primissimi anni del Novecento, nell'allora comune autonomo di Bolzaneto, sul finire del periodo d'oro della drammaturgia italiana e con l'arrivo della nuova tecnologia cinematografica, si decise di edificare una nuova sala teatrale che permettesse al pubblico di assistere anche alle prime proiezioni del neonato cinematografo.
Il nuovo teatro, intitolato a Giuseppe Verdi, fu commissionato dagli impresari Tagliafico e Morando, già proprietari della sala Iris, e venne inaugurato il 22 novembre 1913 con una serata dedicata al compositore emiliano, accompagnata da alcune proiezioni, e spettacoli di varietà di Romolo Bonino. Il teatro, inizialmente installato in una struttura a padiglione, era capace di ben 1300 posti, la metà dei quali a sedere. Le decorazioni furono affidate al noto pittore Evasio Montanella.
Dopo l'integrazione di Bolzaneto nel progetto della Grande Genova del 1926, e un'attività fiorente durata poco meno di un secolo, all'inizio degli anni '90, come le altre sale italiane, il Teatro Govi risentì della crisi del settore, che culminò con la sospensione delle rappresentazioni negli anni '90.
A partire dalla fine degli anni novanta, la sede venne ristrutturata dall'associazione Amici del Teatro Rina e Gilberto Govi, costituita nel 1999 con l'intento di dotare la Valpolcevera di un polo culturale e di aggregazione, e impedire che la struttura comunale cambiasse di destinazione d'uso. La complessa operazione di ripristino, sostenuta con finanziamenti delle istituzioni pubbliche e durata alcuni anni, vide la ristrutturazione dei locali e la messa a norma degli spazi e degli impianti. Il nuovo teatro, intitolato a Gilberto Govi, nacque dalla ristrutturazione dell'antica sala, nell'antica sede di via Pastorino 23r. L'inaugurazione avvenne il 17 febbraio 2007, con uno spettacolo della storica Compagnia goliardica Mario Baistrocchi.
Dopo quindici anni di costante attività, nel 2022, in seguito a una breve chiusura dovuta alla pandemia di COVID-19, la sala è stata nuovamente ristrutturata, col rinnovamento del palcoscenico e del sipario, la sostituzione delle sedute, il rifacimento della pavimentazione e degli impianti elettrici, per un investimento pubblico di 180.000 euro.
In occasione del 25 aprile 2023 si è tenuto uno spettacolo di Gian Piero Alloisio ed Emanuele Dabbono dal titolo Chi eravamo non ce lo potranno mai rubare, dedicato al partigiano Pascquale "Ivan" Cinefra, morto alcuni mesi prima a 96 anni.

## Descrizione
Il teatro dispone di un palcoscenico largo 12 metri e profondo 10 metri, 374 posti a sedere e 6 posti riservati ai disabili. Quattro camerini collegati direttamente al palcoscenico e uno spazio per l'orchestra sottopalco. oltre a sei camerini.
Fra le dotazioni tecniche: videoproiettore, impianto di amplificazione audio, macchina del fumo, un pianoforte, tre americane ampiamente dotate di svariate luci.

## Cartellone
Il cartellone del teatro propone annualmente un'ampia offerta di spettacoli di prosa, danza, teatro dialettale, concerti, cabaret, musical, opera e teatro ragazzi.
Fra i personaggi che hanno calcato il palco del teatro: Tullio Solenghi, Antonella Ruggiero, Alex Britti, Enrique Balbontin, Enrico Intra, Franco Cerri, Camillo Milli, Alberto Camerini, Omar Pedrini, Corrado Tedeschi, Gianluca Impastato, i Delirium, Fabio Concato, il duo Bianchi e Pulci e molti altri.

## Compagnia stabile
Il teatro Govi ha una propria compagnia stabile, entrata in organico nella stagione 2007/2008. Dispone inoltre di una compagnia specificamente dedicata alla produzione dialettale in lingua genovese.
La produzione è stata messa in scena sia al Govi, sia in tournée presso altre città e teatri. Fra gli spettacoli prodotti: La cena dei cretini, di Francis Veber;; L'importanza di essere Ernesto, di Oscar Wilde; Favolescion, di Quattrocchi e Cattivelli; Di una castagna, la Luna e di un viaggio, di Ivaldo Castellani; La strana coppia, di Neil Simon; Il Carnevale degli Dei, di Ludovica Radif (con l'Università degli Studi di Genova); Il segreto di Cala dell'Oro, di Etta Cascini, adattamento da Emilio Carta; La locandiera, di Carlo Goldoni (con Alberto Camerini); L'arte ed il profitto, di Elio Veniali (col quintetto d'archi dell'Orchestra del Teatro Carlo Felice); Due partite, di Cristina Comencini; I primi giorni di Maggio si partiva..., di Ivaldo Castellani (portato in scena a Camogli in occasione dei 150 anni dell'unità d'Italia); Romeo e Giulietta, di William Shakespeare; Il vizietto, di Jean Poiret; La strana coppia femminile, di Neil Simon; Eppure... gli uomini preferiscono le bionde, di Anita Loos; La Mandragola, Niccolò Machiavelli; Miseria e nobiltà, di Eduardo Scarpetta; Sotto a chi tocca, di Luigi Orengo; La sensale di matrimoni, di Thornton Wilder; Il berretto a sonagli di Luigi Pirandello; Tartufo, di Molière; Assassinio sul mare, da Agatha Christie; Una ragazza in gamba, Karl Valentin; Il medico dei pazzi di Eduardo Scarpetta.

## Galleria d'immagini

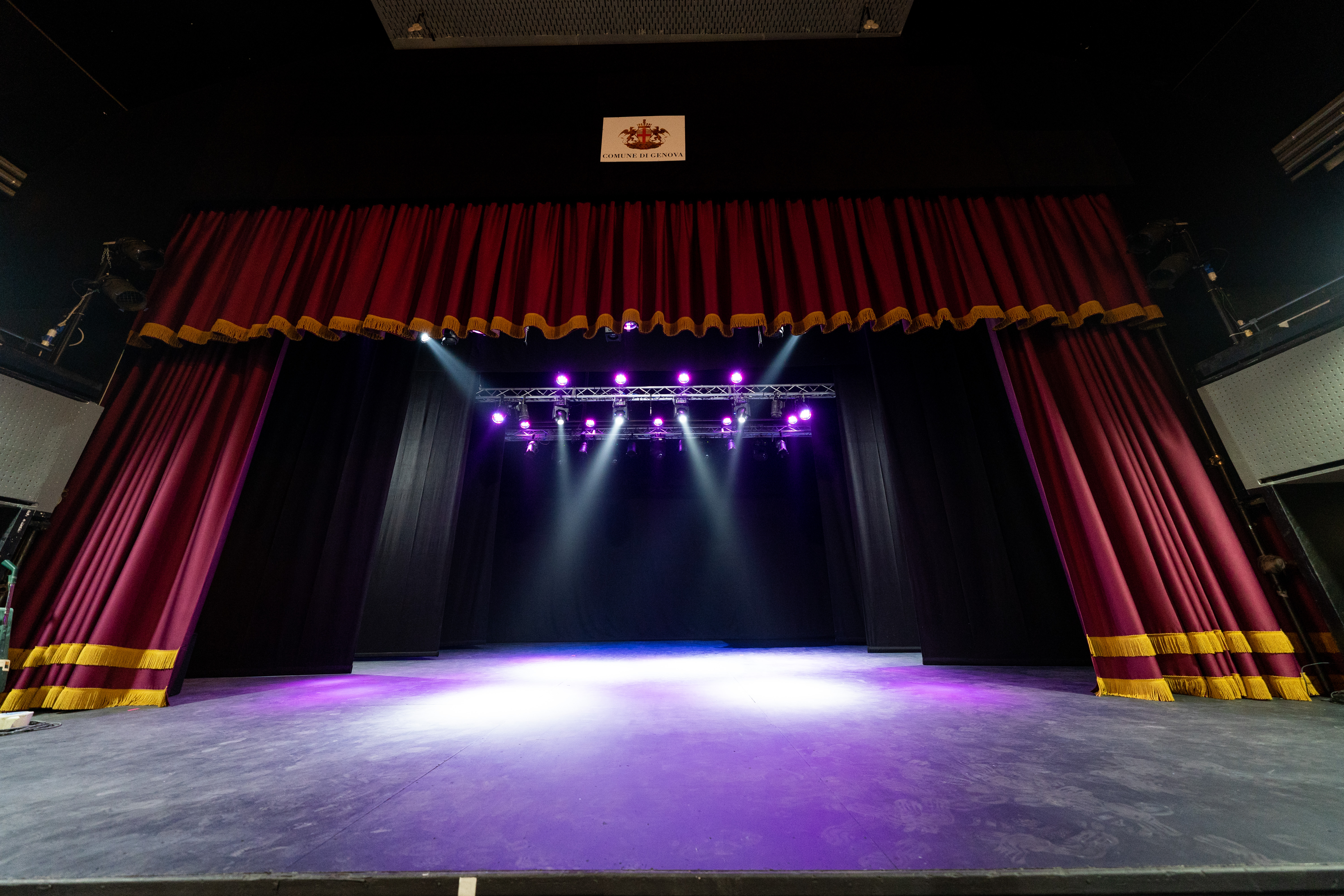
Il palcoscenico e il sipario
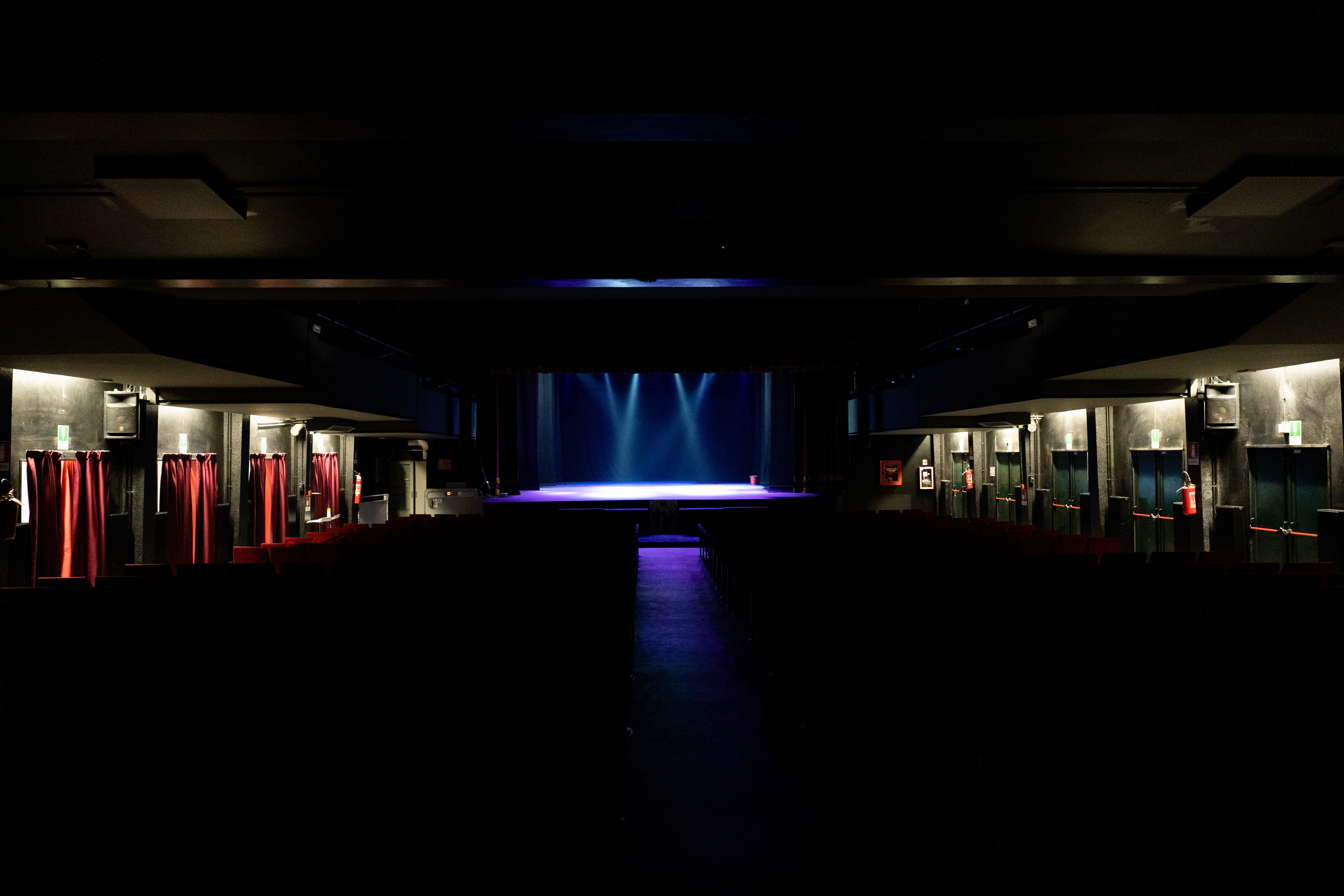
Il palco dal fondo della sala
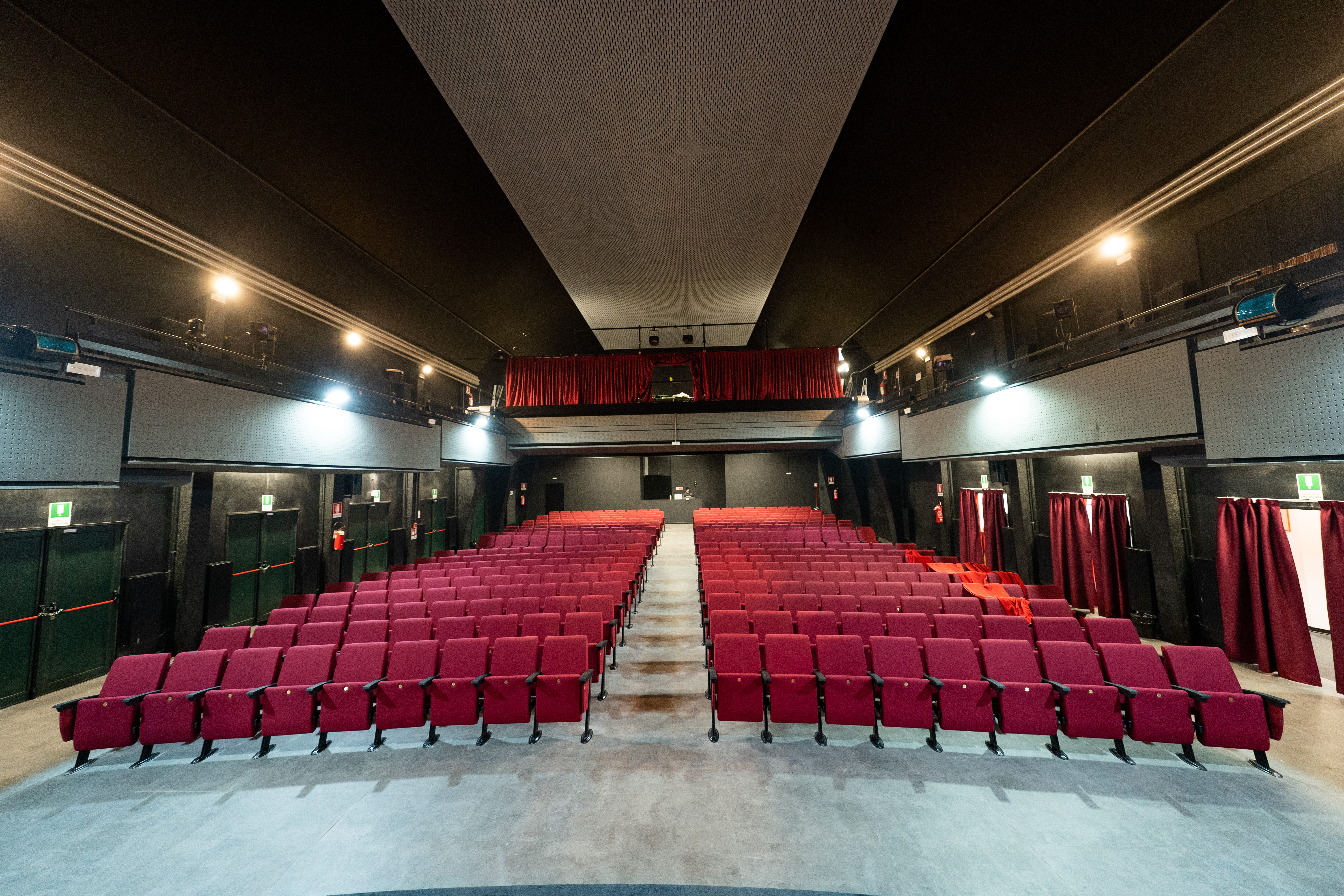
La platea dal palco
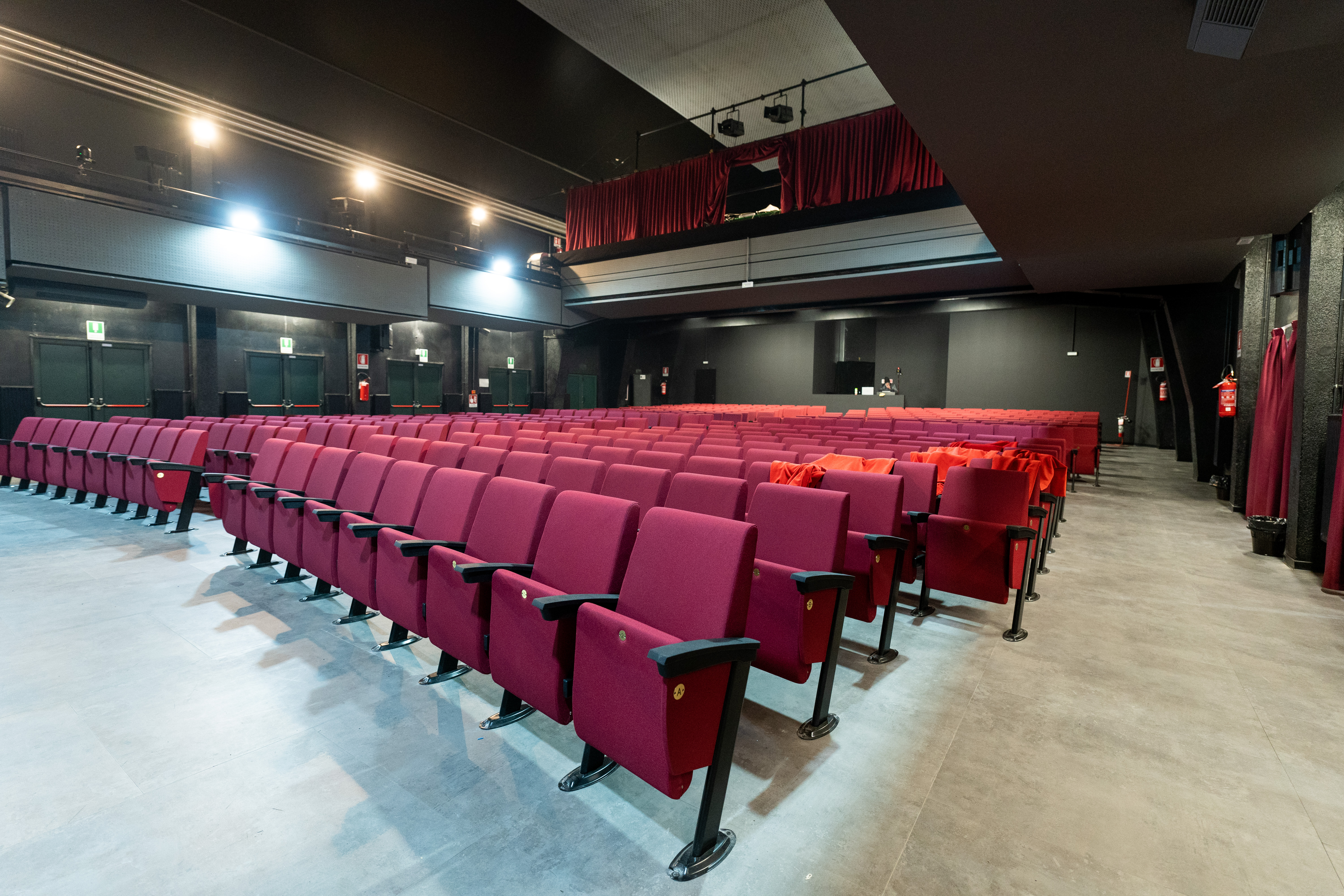
Le poltroncine e i loggioni
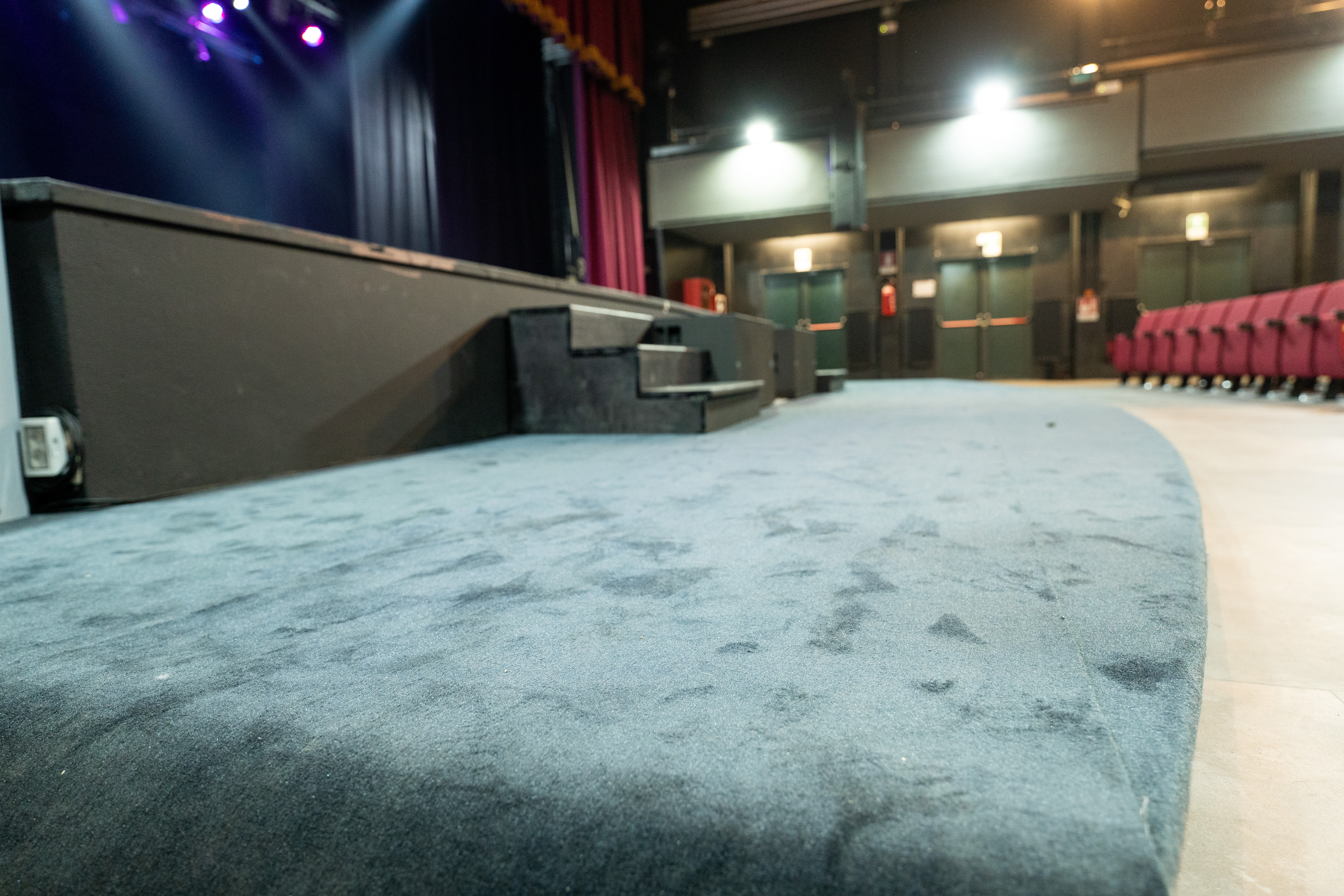
La salita al palco
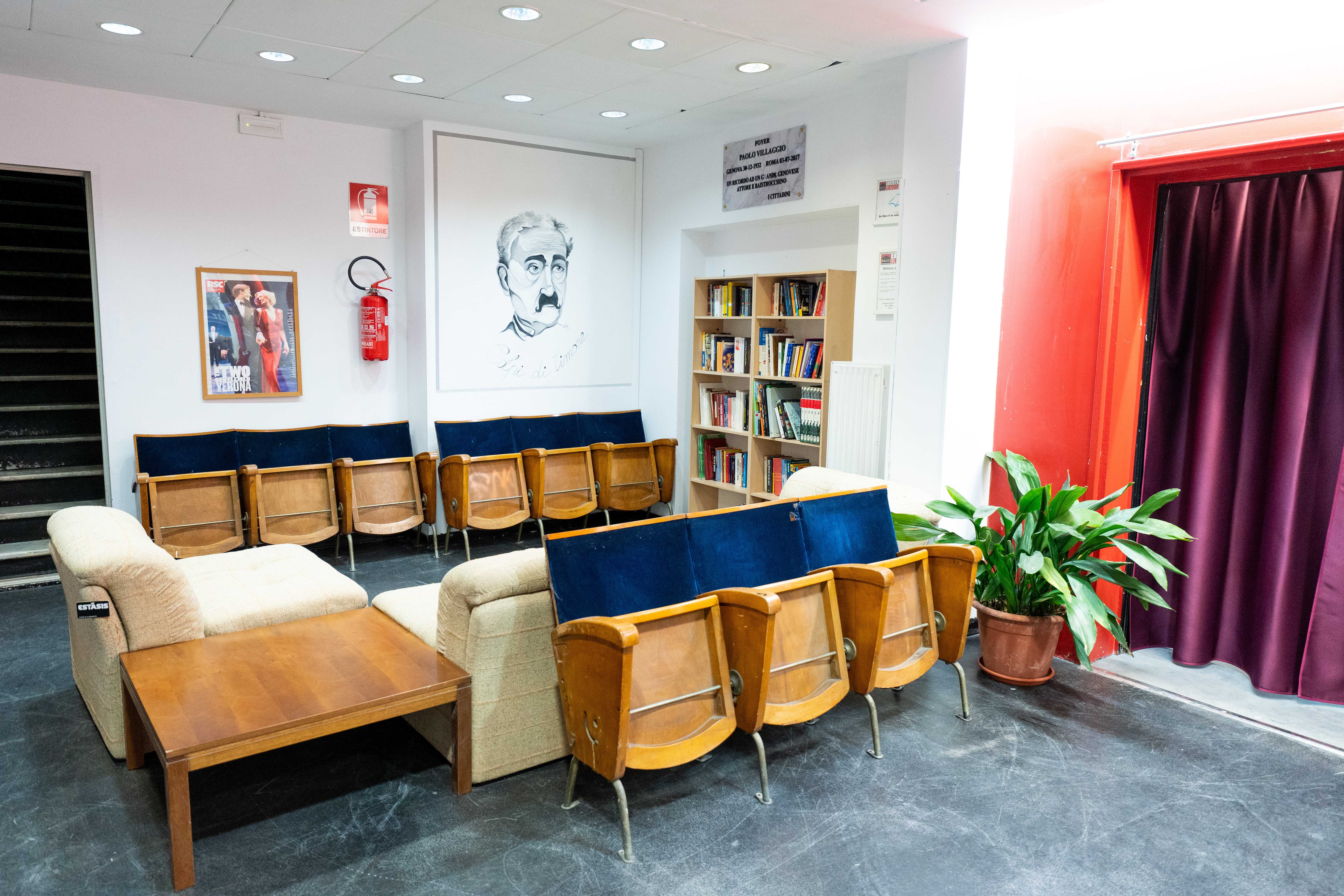
Il foyer intitolato a Paolo Villaggio
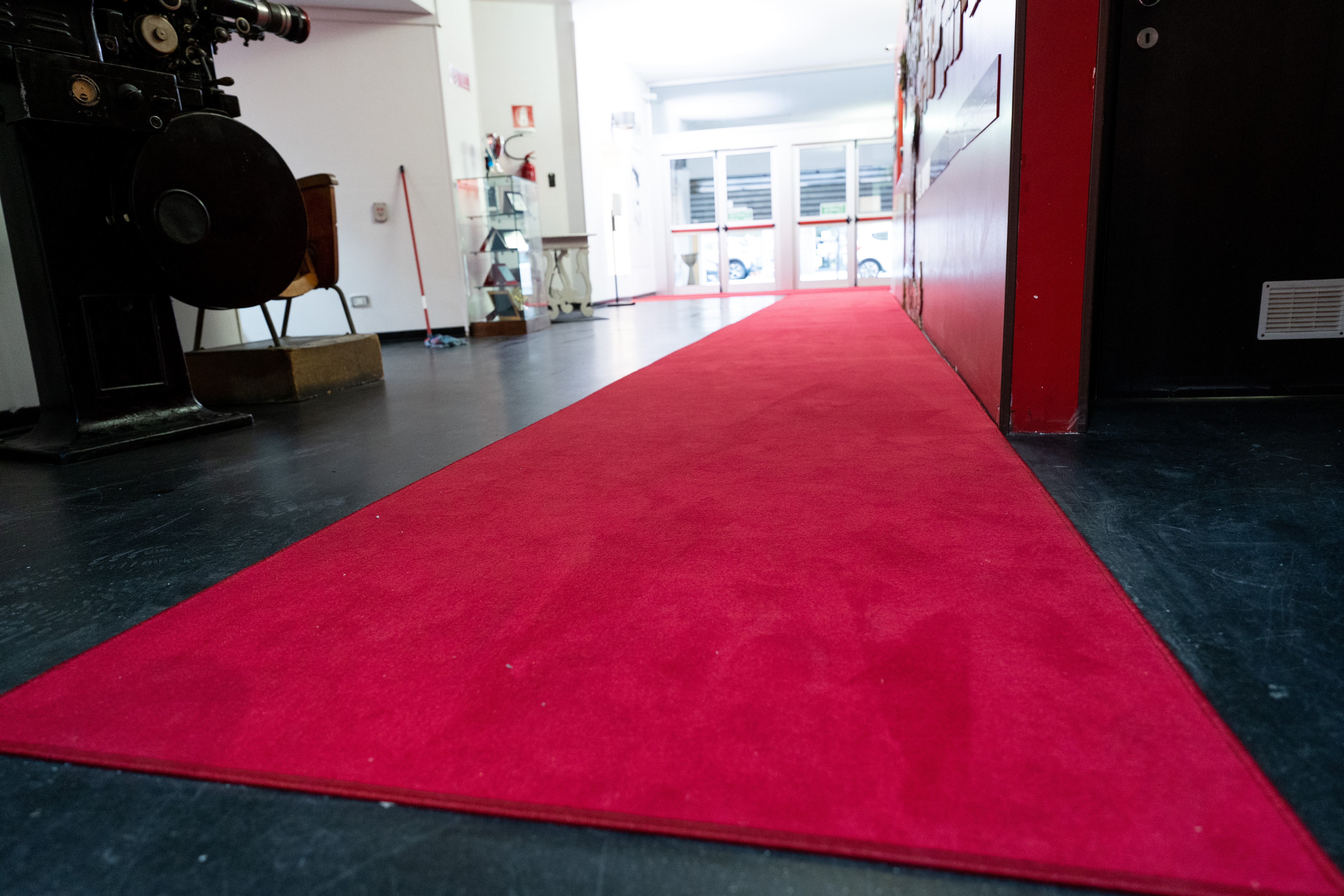
L'ingresso e la biglietteria